# Réservoir de Paunküla

Le réservoir de Paunküla (en estonien : Paunküla veehoidla) est un lac artificiel se situant dans la commune de Kose en Estonie,.

## Présentation
Le réservoir de Paunküla est un lac artificiel créé par un barrage situé dans le comte de Harjun pour alimenter en eau la ville de Tallinn,.
Le réservoir de Paunküla a été créé en 1960 par l'élargissement de la Pirita entre Paunküla et le village d'Ardu. Sa superficie était de 350 ha dans les premières années. 
Le volume a été augmenté en 1975-76.
La superficie actuelle est de 415,8 ha à laquelle s'ajoute la superficie totale des 21 îles, soit 31,3 hectares. Les noms des plus grandes îles sont Seapilli, Tudre, Mustakannu et Mesipuu.
C'est le deuxième plus grand lac artificiel d'Estonie. Le lac artificiel a été formé en endiguant ses rives sud et sud-ouest. 
Grâce au canal Sae-Paunküla, l'eau est acheminée de la Jägala jusqu'au réservoir de Paunküla. 
Le ruisseau Palgissaare se jette également dans le réservoir.
La Pirita coule isolément le long de la rive sud du réservoir dans un fossé et n'est reliée au réservoir qu'à l'extrémité nord-est du réservoir.
Le village d'Ardu s'étend sur la rive sud du lac, à côté du barrage, mais Paunküla est situé plus bas, le long de la Pirita,.

## Galerie

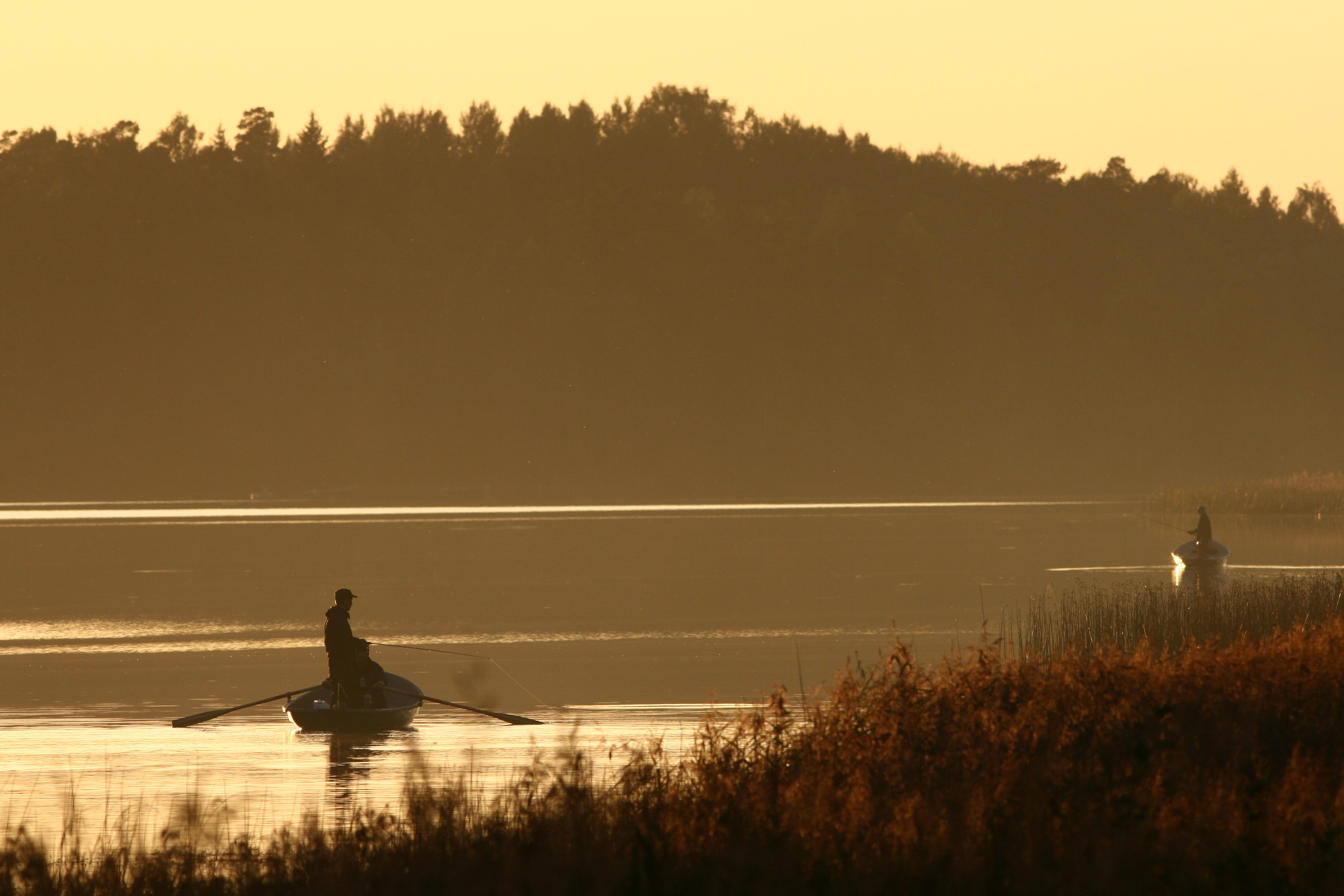
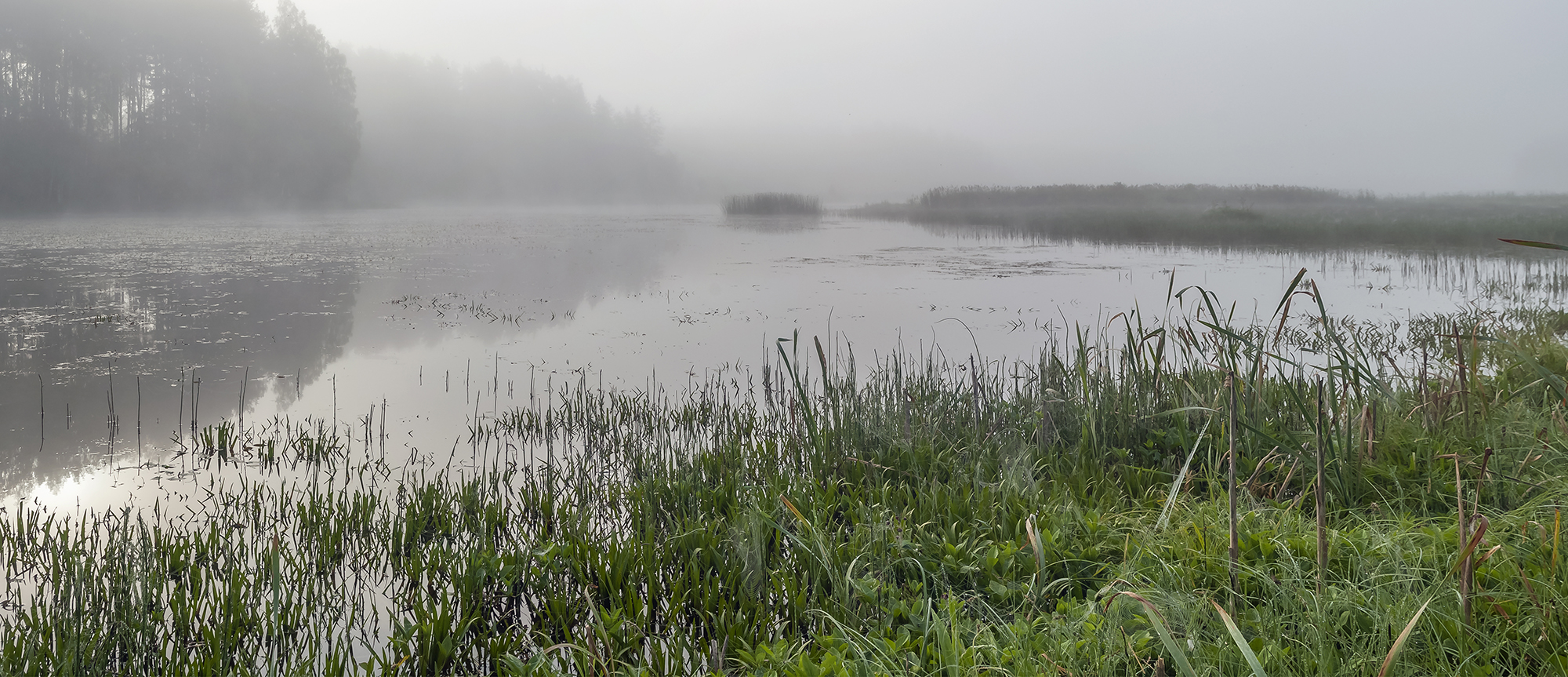
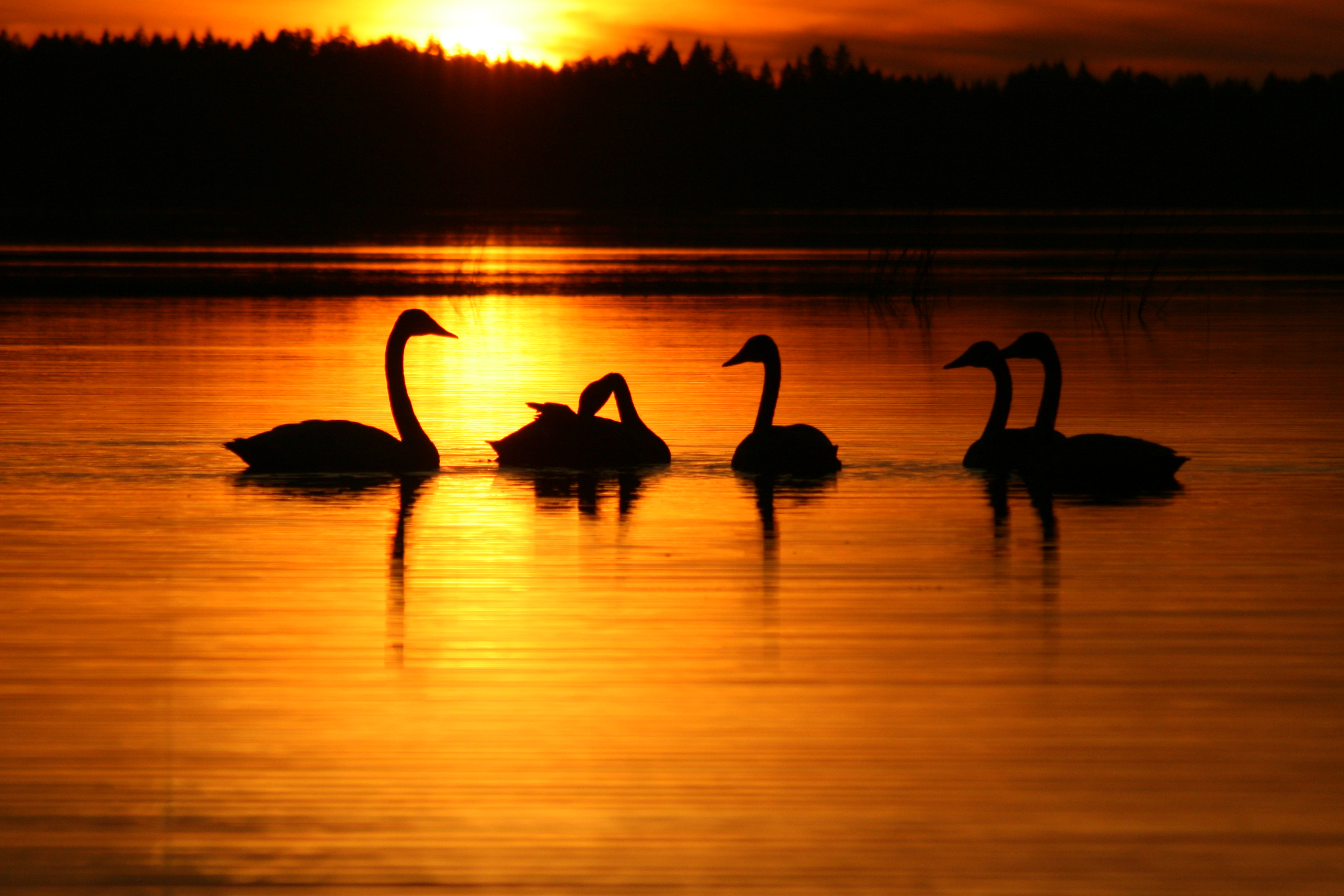